# 東普魯士

東普魯士

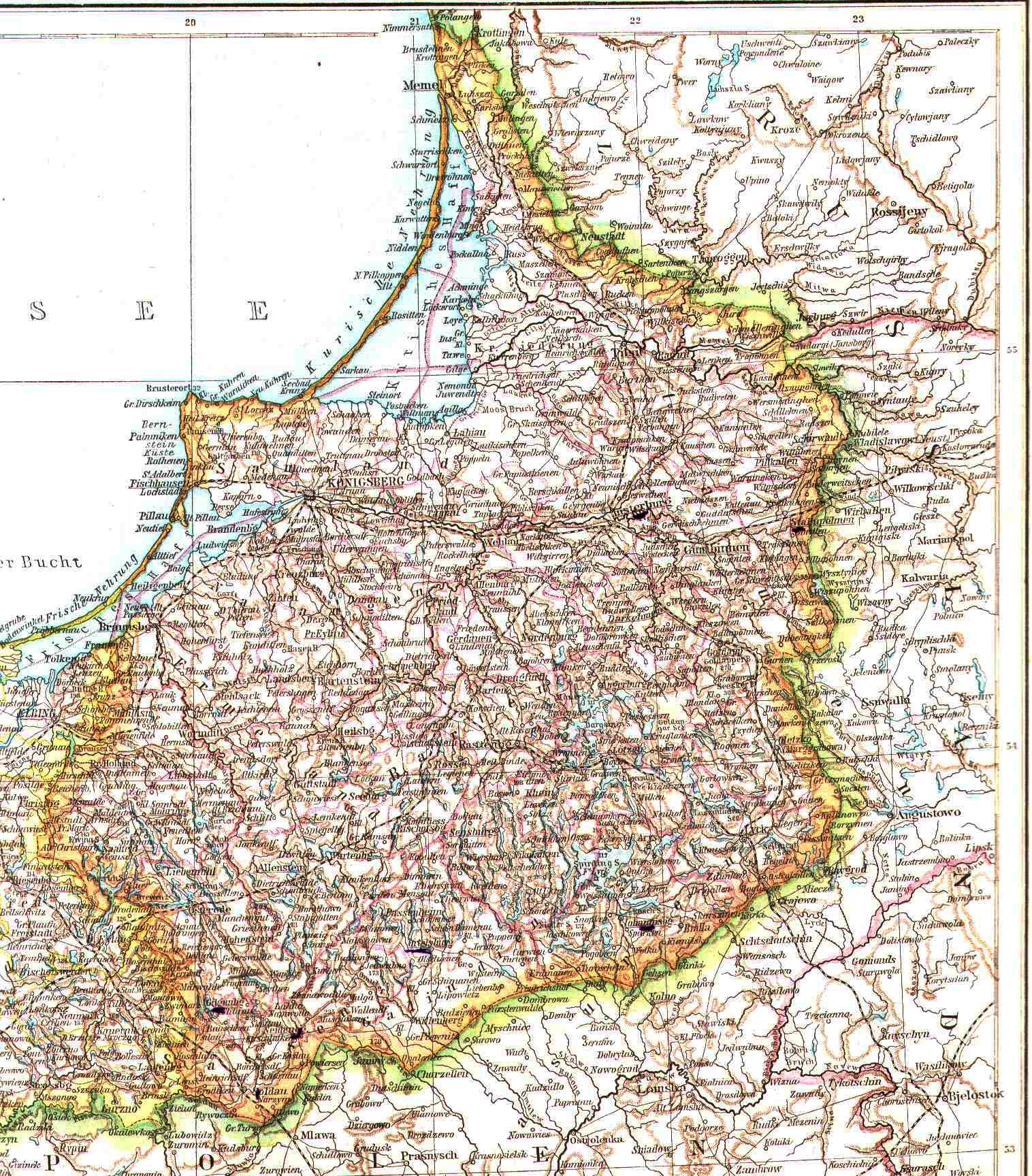
東普魯士地图

東普魯士（立陶宛語：或），是普魯士公国的领地，普魯士王國以及后来德意志帝国的一个省。今天东普鲁士的北部，分别属于立陶宛的默麥爾地区，及俄罗斯的加里寧格勒州（舊稱哥尼斯堡）；而南部大部份被納入波兰的瓦爾米亞-馬祖里省。东普鲁士包含古普鲁士人在波罗的海的領地，在歷史上被認為是容克贵族的发源地，是東南波羅的海沿岸的普魯士地區的主要部分。
古普魯士語在17世紀或18世紀初期已不是主要語言。
东普鲁士首府是哥尼斯堡，1829年至1878年間，東普魯士與西普魯士組成了普魯士省，是普魯士王國下轄的一个省，普魯士王國在1871年成為德意志第二帝國的一部分；一戰後，东普鲁士是魏瑪共和國普魯士州的一部分。二戰後，东普鲁士北部被划入苏联并将其改名为加里宁格勒州，而东普鲁士南部则划归波兰，当地的德意志居民大多被遣送回东德或被流放西伯利亚。

## 从騎士團统治到封臣
於13世紀時，東普魯士本是信奉多神教的古普魯士人聚居地。於十字軍東征的宗教狂熱浪潮下，諸如教廷、波蘭及神聖羅馬帝國等天主教勢力紛紛派遣傳教士，意圖基督教化此鄰近的異教橋頭堡，但對彪悍的普魯士人作用不大，反而令其更常受到普魯士人的襲擾掠奪。於是，於1226年，條頓騎士團應波蘭公爵康拉德一世之邀，得教廷及神聖羅馬帝國御准，發動北方十字軍征服普魯士並建立條頓騎士團國。此後，騎士團的宗教戰爭不斷擴大，無遠弗繼，更將目標放至波蘭的友邦立陶宛大公國，導致與波蘭齟齬日深，最終爆發波蘭-立陶宛-條頓戰爭。於戰事末段，騎士團於坦能堡大敗，雖然戰爭最後以雙方和約作結，但騎士團自此已由盛極轉衰，國運江河日下，無力再發動大規模戰爭。此後的一個世紀內，條頓騎士團國飽受內亂、強鄰波蘭-立陶宛擴張、甚至新教思潮的影響，傳至末代團長阿尔布雷希特·霍亨索伦時，騎士團已無足夠軍力維持團國內的軍事統治。於是於1525年，阿尔布雷希特毅然將條頓騎士團國世俗化，改宗新教路德宗，並向強鄰波蘭立陶宛聯邦俯首稱臣，是為普鲁士公国。
1618年，普魯士大公阿爾伯-腓特烈逝世，其兩子均早夭，而爵位亦不可由女性繼承，故此傳位於長女婿勃兰登堡选帝侯約翰-西吉斯蒙，史称勃兰登堡-普鲁士。此後由於普魯士大公同時以共主邦聯身份擁有勃兰登堡選侯國（其隸屬神聖羅馬帝國而非波蘭）的領地，國土面積大幅增加之餘亦開始擁有有半壁自主的江山，從而得以開始擺脫波蘭的控制繁榮發展。
於1657年，波蘭-立陶宛泥足深陷於第二次北方戰爭戰敗、瑞典帝國入侵後的大洪水泥沼中，國運開始衰亡，已無力再制約普魯士公國。普魯士趁機與波蘭簽訂布隆堡條約取得完全獨立地位，終於得以擺脫波蘭近半個世紀以來的束縛，正式走上崛起之路。

## 普魯士王國
普魯士末代大公腓特烈三世一直雄心勃勃立志於稱王。其任內勵精圖治，富國強兵，國力日益強盛；並積極參與神聖羅馬帝國諸邦事務，於1686年加入奧格斯堡反法同盟，並於2年後參與大同盟戰爭，與帝國諸邦共同攜手對抗迅速冒起的法國太陽王路易十四。1701年，腓特烈大公因於西班牙王位繼承戰爭中覲皇有功，終得皇帝利奧波德一世賜封王號，得以成功登基稱王，即位稱腓特烈一世，正式建立普魯士王國。
在1772年第二次瓜分波兰后，普魯士王國重奪公國立國時割讓與波蘭的失土—「皇家普魯士」。1773年1月31日，腓特烈大帝把瓜分得来的土地重新命名为西普鲁士（Westpreußen），前普鲁士公国地區成为东普鲁士（Ostpreußen）。

## 德意志帝國
東普魯士作為普魯士王國的領地，在1871年被一同并入德意志帝国。在1875年，在该地的人口中73.48%為德国人，18.39%是波兰人和8.11%為立陶宛人。1900年，总人口是1,996,626人，包括1,698,465名基督新教徒、269,196名天主教徒及13,877名犹太人。波兰人（Masuren）及立陶宛人（Litauer）的人数，因为德国的德国化政策而减少。波兰居民集中在南部，立陶宛居民则在东北部。普鲁士人一直德国化，所以在18世纪时，古普鲁士语已变成死語。

### 1890年東普魯士人口
|          | 总人口    | 非德裔人口* |
| -------- | --------- | ----------- |
| 东普鲁士 | 1,958,663 | 2,189       |

非德裔人口是指非德国公民，并不包括非德裔的公民。根据德国法律，人口有居民（Einwohner）与公民（Bürger）之分。
1885年至1890年之间，柏林的人口增长是20%，布蘭登堡和莱茵兰是8.5%，威斯特法倫是10%；东普鲁士减少0.07%而西普魯士减少0.86%。

## 魏玛共和國
1918年，德皇威廉二世被迫退位，德国成為共和国。由1919年至第二次世界大战爆发为止，东普鲁士与部分西普鲁士是德国的外飛地。基于凡尔赛条约，德國割讓大部分的西普魯士以及波森省予波蘭第二共和國，亦即波兰走廊及但泽自由市。
1920年，西普鲁士西面和东普鲁士南部都举行公投，让居民决定是否把土地归于波兰还是德国。96.7 %的投票者支持土地归于德国。1923年，在没有举行公投之下，立陶宛强占梅梅尔地区（亦即克萊佩達地區）。

## 納粹時期
納粹在德國掌權後，反對派政客遭到迫害，報紙被禁止。奧托-布勞恩故居後被徵用。
納粹黨將三分之一的地名改掉，又在1938年掃除一切由波蘭或立陶宛色彩的名字。許多不願與納粹合作的少數族裔活躍分子就被送到集中营。
根据苏德互不侵犯条约，苏联容许德国占领波兰西部以及克莱佩达。

## 第二次世界大战

1939年的东普鲁士。在该年，纳粹德国索取梅梅尔（绿色阴影部分）；西边的（橙色阴影部分）地区是但泽自由市

战争期间，德军征服波兰西部，令东普鲁士扩大。1939年普查，此区人口共249万人。虽然纳粹党强烈宣传民族主义，宣称他们征服的地区都住着大量德国居民、都想回归德国，但事实恰恰相反：根据国家的统计，1939年时德军占领区的994,092居民当中，只有31,000人是德国人。很多居民在战争中死亡，其中大部分青年被征召到军队、战死沙场。
1945年初，有部分德国人在战后想要返回东普鲁士，但全部都被苏联军队驱逐，也有很多人被发配到苏联当苦工。当地所有德式地方名字都改成俄式或波兰式。
1946年4月，东普鲁士的北部被并入苏联。7月，首府哥尼斯堡被改名为加里寧格勒，州名是加里寧格勒州。1947年，苏军驱逐当地所有德意志人，让俄罗斯人、白俄罗斯人及乌克兰人迁到此地。
在領土重劃分中寇松線以东大片波兰领土被劃入苏联，该地的波兰人被驱逐到波兰占领的东普鲁士南部，亦即瓦爾米亞-馬祖里省。
1947年，无论作为州领地或邦国，普鲁士被完全废除。